# 4514-es mellékút (Magyarország)
A 4514-es számú mellékút egy bő 4 kilométer hosszú, négy számjegyű mellékút Jász-Nagykun-Szolnok vármegye területén; Tiszakürt és Csépa, illetve a 44-es főút között biztosít közlekedési kapcsolatot.

## Nyomvonala
A 4515-ös útból ágazik ki, annak 1+400-as kilométerszelvénye közelében, Tiszakürt központjában. Kelet-délkelet felé indul, Táncsics Mihály utca néven, és mintegy 1,2 kilométer után lép ki a belterületről. Kevéssel a második kilométere előtt felüljárón keresztezi az M44-es autóút, majd a 44-es főút nyomvonalát; utóbbit a legutóbbi időkig, az autóút átadása előtt még szintben keresztezte, annak 39+800-as kilométerszelvényénél. A felüljáróról lehajtva bő 300 méter után éri el az eredeti nyomvonalát, amely e pont és a 44-es főút között jelenleg 45 601-es számozással húzódik.
A folytatásban délkelet felé, majd bő egy kilométer megtétele után dél felé folytatódik. 3,8 kilométer után eléri Cserkeszőlő határszélét, innen egy darabig a határvonalat kíséri. Bő fél kilométerrel délebbre azonban visszatér teljesen tiszakürti területre, ahol Bogarasszőlő településrész főutcájaként halad tovább. A 7+150-es kilométerszelvénye táján hagyja csak el a községet és lép át Csépa területére.
Utóbbi legészakibb házait a tizedik kilométere táján éri el, majd keresztezi a MÁV 146-os számú Kiskunfélegyháza–Kunszentmárton-vasútvonalát, Csépa vasútállomás térségének nyugati széle közelében. A települési neve innentől Somogyi utca, így ér véget, a községi temető mellett, beletorkollva a Tiszaugtól Kunszentmárton határszéléig vezető 4511-es útba, annak 10+600-as kilométerszelvénye táján. Egyenes folytatása dél felé a 4513-as út.
Teljes hossza, az országos közutak térképes nyilvántartását szolgáló kira.gov.hu adatbázisa szerint 10,960 kilométer.

## Települések az út mentén
- Tiszakürt
- (Cserkeszőlő)
- Csépa